# تسعير الازدحام

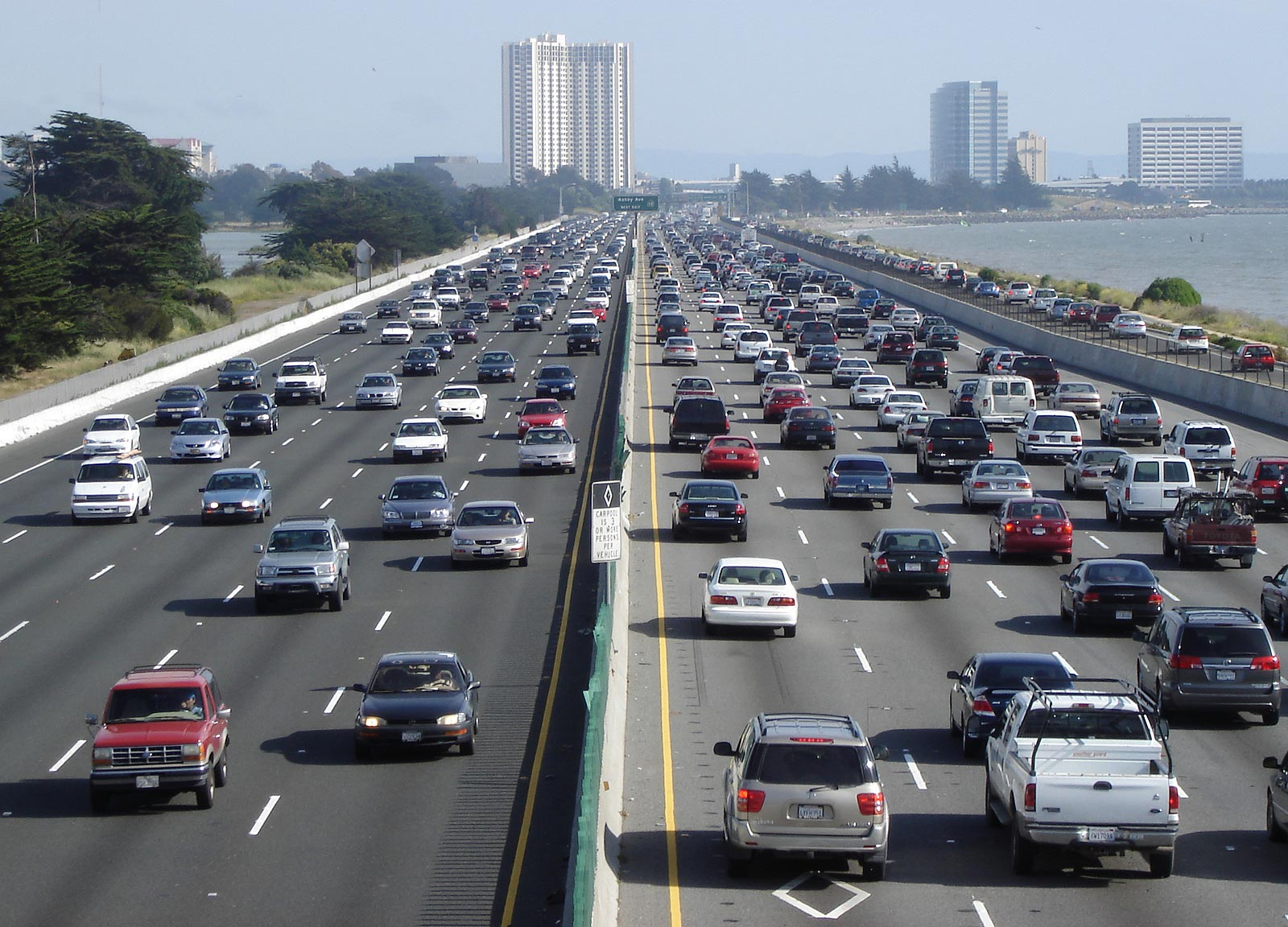
تكدس مروري نموذجي في أحد الطرق السريعة المجانية بالمدينة. ويظهر التكدس الموضح بالصورة في I-80 طريق الساحل الشرقي (Eastshore) المجاني، في بيركيلي، الولايات المتحدة.

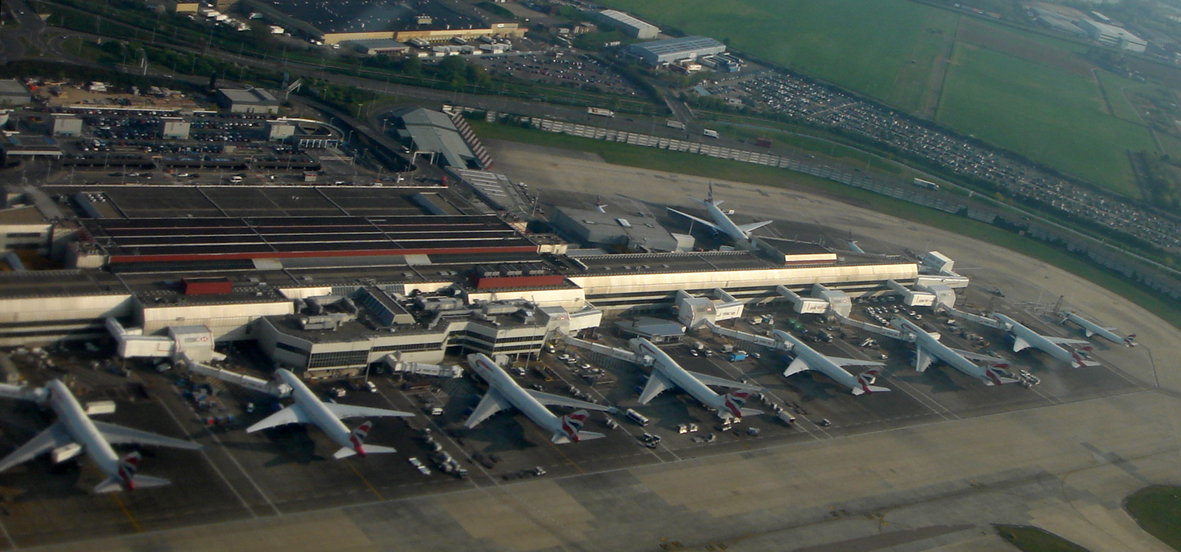
مطار لندن هيثرو، واحد من أكثر المطارات ازدحامًا في العالم.

تسعير الازدحام أو رسوم الازدحام عبارة عن نظام يتمثل في فرض رسوم إضافية على مستخدمي المنافع العامة التي قد تخضع لكثرة الإقبال عليها من خلال تزايد الطلب كالرسوم الأعلى المفروضة في ساعات الذروة نتيجة استخدام خدمات الحافلات والكهرباء والمترو وخطوط السكك الحديد والهواتف وتسعير الطرق بهدف الحد من التكدس المروري؛ وقد تفرض شركات الطيران وشركات الشحن البحري رسومًا أعلى عند إجراءات الحجز الآلي بـ المطارات ومن خلال القنوات في الأوقات المزدحمة. وتنظم إستراتيجية التسعير المتغير عملية الطلب، مما يتيح إمكانية إدارة التكدس دون التسبب في حدوث زيادة في العرض. وتفترض نظرية اقتصاد السوق، التي تحمل بين طياتها مفهوم تسعير الازدحام، أن المستخدمين سيضطرون إلى الدفع مقابل العوامل الخارجية السلبية التي تسببوا فيها، مما يجعلهم على علم بالتكاليف المفروضة على بعضهم البعض عند الاستهلاك في حالات الطلب في فترات الذروة، وكذا أكثر وعيًا بتأثير هذه الإجراءات على البيئة.
حاليًا يقتصر تطبيق هذا الإجراء على الطرق الحضرية الموجودة في عدد صغير من المدن، ومن بينها لندن وستوكهولم وسنغافورة ونظام مرور ميلان، فضلًا عن عدد قليل من البلدات الأصغر. ويوجد أربعة أنواع من الأنظمة ذات الصلة بهذا الموضوع قيد الاستخدام؛ منطقة التطويق التي تحيط بمركز مدينة، مع فرض رسوم للمارة من خط التطويق هذا؛ وتسعير الازدحام في المساحات الواسعة؛ والتي تقضي بفرض رسوم نظرًا لكونها تقع داخل منطقة معينة؛ ودائرة الرسوم المفروضة داخل مركز المدينة، مع تحصيل الرسوم من المناطق المحيطة بالمدينة؛ وتسعير الازدحام في الممرات أو المنشأة الفردية، والتي بموجبها يتم الدفع مقابل الوصول إلى أحد الممرات أو منشأة معينة.
وقد أسهم تنفيذ إستراتيجية تسعير الازدحام في الحد من حالات التكدس في المناطق الحضرية، غير أنها في الوقت ذاته أثارت انتقادًا وسخطًا شعبيًا. ويرى ناقدو هذا الإجراء أن تسعير الازدحام ليس بالأمر المنصف، حيث يتسبب في حدوث عبء اقتصادي على المجتمعات المجاورة، كما أن له تأثيرًا سلبيًا على شركات البيع بالتجزئة وعلى الأنشطة الاقتصادية بشكل عام، فضلًا عن أنه بمثابة ضريبة إضافية.